# チェハーレス・タプスコット
チェハーレス・タプスコット（Chehales Tapscott、1990年7月12日 - ）は、アメリカ合衆国のバスケットボール選手である。ポジションはフォワード。

## 来歴
オレゴン州・ヒルズボロ出身。Century High SchoolでConference Player of the Yearなどを受賞。2008年、クラカマス・コミュニティ・カレッジに進学し、カンファレンストーナメントのMVPを2年連続で受賞。2010年、ポートランド州立大学に進学し、2011-12シーズンのカンファレンス1st Teamなどに選出された。
2012年大学卒業後、インターナショナル・バスケットボール・リーグ（IBL）のセイラムに所属し、USBasket.com選出のAll-IBL 1st Team等を受賞。2012-13シーズン、ルクセンブルクのAS Souleuvreに所属。2013年、IBLのバンクーバー（ワシントン州）に所属。2014年、オーストラリアQBLのロックハンプトンで優勝してMVP受賞。
2014-15シーズン、bjリーグのバンビシャス奈良に所属し、レギュラーシーズン全52試合出場し、1試合平均18.5得点。
2015-16シーズン、bjリーグの大分・愛媛ヒートデビルズに所属し、50試合出場し、リーグ6位の1試合平均22.3得点、同5位の12.2リバウンド,同3位の2.0スティール、3.1アシスト。
2016-17シーズン、Bリーグの香川ファイブアローズに所属。ヘッドコーチのジョー・ナヴァーロは同郷で、バンクーバー所属時もヘッドコーチだった。59試合に出場し、1試合平均19.5得点で、B2得点ランキングで1位となる。
2017-18シーズンは愛媛オレンジバイキングスと契約。愛媛の前身は大分・愛媛ヒートデビルズであり、2シーズンぶりの復帰である。1試合平均22.1得点を記録し、2シーズン連続でB2得点王を獲得した。リーグ4位の9.3リバウンドを記録。
2018-19シーズンは熊本ヴォルターズと契約。得点リーグ4位。
2019-20シーズンは愛媛と再び契約。11月23日の山形戦でトリプル・ダブル（40得点11リバウンド11アシスト）を達成した。シーズン1試合平均30.0得点で2シーズンぶり3度目のB2リーグ得点王を獲得した。
2020-21シーズンは茨城ロボッツと契約。

## 成績
| * | Led the league |

| シーズン             | チーム | GP | GS | MPG  | FG%  | 3P%  | FT%  | RPG  | APG | SPG | BPG | PPG  |
| -------------------- | ------ | -- | -- | ---- | ---- | ---- | ---- | ---- | --- | --- | --- | ---- |
| bjリーグ2014-15      | 奈良   | 52 |    | 35.2 | .499 | .293 | .663 | 9.4  | 2.5 | 1.5 | 0.7 | 18.5 |
| bjリーグ2015-16      | 大分   | 50 | 50 | 36.5 | .513 | .366 | .735 | 12.0 | 3.1 | 2.1 | 0.5 | 22.7 |
| Bリーグ2016-17（B2） | 香川   | 59 | 57 | 29.3 | .451 | .309 | .716 | 9.3  | 3.2 | 1.8 | 0.7 | 19.5 |
| Bリーグ2017-18（B2） | 愛媛   | 60 |    | 29.0 | .492 | .317 | .792 | 9.3  | 4.1 | 1.1 | 0.6 | 22.1 |
| Bリーグ2018-19（B2） | 熊本   | 52 |    |      |      |      |      |      |     |     |     | 23.4 |
| Bリーグ2019-20（B2） | 愛媛   | 47 |    |      |      |      |      |      |     |     |     | 30.0 |